# Matthew J. Munn
Matthew James Munn est un réalisateur, scénariste et acteur américain, né en 1980.

## Filmographie
- 2010 : Les Rebelles de la forêt 3 (Open Season 3)

## Liens
- Ressources relatives à l'audiovisuel :   - AllMovie
  - IMDb
  - Rotten Tomatoes
- Notices d'autorité :   - VIAF
  - LCCN
  - WorldCat